# 18. duben
18. duben je 108. den roku podle gregoriánského kalendáře (109. v přestupném roce). Do konce roku zbývá 257 dní. Svátek má Valérie.

## Události

### Česko
- 1389 – Na Starém Městě pražském byl rozpoután rozsáhlý protižidovský pogrom. Chudina vtrhla do ghetta, vydrancovala a vypálila obchody i domy a bylo vyvražděno na 3 000 mužů, žen i dětí.
- 1920 – Proběhly první volby do parlamentu Československé republiky.
- 1945
  - Do prostoru Ašského výběžku vstoupili první američtí vojáci – průzkumná hlídka 3. praporu 358. pluku 90. divize americké armády pod vedením generála Pattona.
  - Bombardéry USAAF se pokusily o nálet na seřaďovací nádraží v Plzni–Koterově, ale po napadení protivzdušnou obranou svrhly předčasně pumy na civilní budovy na Slovanech a Petrohradě. Zemřely a zraněny byly desítky osob, zničeno bylo na 50 budov.
- 1966
  - Vláda ČSSR svým Usnesením č. 176 schválila obnovení výstavby dálnic v Československu, a to konkrétně prvního úseku Dálnice D1 do Mirošovic a navazující části magistrály na jihu Prahy.
  - Československý film režisérů Jána Kadára a Elmara Klose Obchod na korze (1965) získal Oscara v kategorii Nejlepší cizojazyčný film v rámci 38. ročníku udílení cen americké Akademie filmového umění a věd za rok 1965.
- 2004 – Automobilka Škoda Auto vyrobila miliontý exemplář modelové řady Škoda Fabia.

### Svět
- 1521 – Martin Luther odmítl na koncilu ve Wormsu odvolat své učení.
  - 1906
  - Bertha von Suttnerová převzala v Kristianii, dnešním Oslu, Nobelovu cenu za mír. Je první osobou narozenou v Čechách, která získala Nobelovu cenu.
  - San Francisco bylo zničeno zemětřesením.
- 1912 – Parník Carpathia, patřící společnosti Cunard, v 20:30 připlul do New Yorku se 706 trosečníky Titanicu na palubě.
- 1941 – Druhá světová válka, Invaze Osy do Jugoslávie: Jugoslávie kapitulovala.
- 1942 – Druhá světová válka: 16 amerických bombardérů provedlo nálet na Japonsko:Tokio, Yokohama, Kobe a Nagoya. Letadla startovala z paluby americké letadlové lodi Hornet, vzdálené od Tokia 1040 km. Ti, kteří nálet přežili, přistávali v Číně.
- 1942 – Pierre Laval se stal předsedou vlády Vichy Francie.
- 1943 – Druhá světová válka: Operace Vengeance, admirál Isoroku Yamamoto byl zabit, když bylo jeho letadlo sestřeleno americkými bojovníky nad ostrovem Bougainville.
- 1946 – Společnost národů ukončila činnost.
- 1947 – Operace Velký třesk, do té doby největší nejaderná exploze způsobená člověkem, zničila bunkry a vojenská zařízení na ostrově Helgoland v Severním moři v Německu.
- 1949 – V platnost vstoupil zákon o Irské republice. Irsko se stalo nezávislou republikou a vystoupilo z Commonwealthu. Skončil 750 let trvající svazek s anglickou korunou.
- 1954 – Gamal Abdel Nasser se ujal moci v Egyptě.
- 1955 – 29 národů se sešlo v Bandungu v Indonésii na první asijsko-africké konferenci.
- 1980 – Vznikla Zimbabwská republika, (dříve Rhodesie) s Canaa Banana jako prvním prezidentem země. Zimbabwský dolar nahradil rhodéský dolar jako oficiální měnu, k moci se dostala černošská většina.
- 2018 – Svazijský král Mswati III. oznámil, že se název jeho země změní na Eswatini.

## Narození
Automatický abecedně řazený seznam viz Kategorie:Narození 18. dubna

### Česko

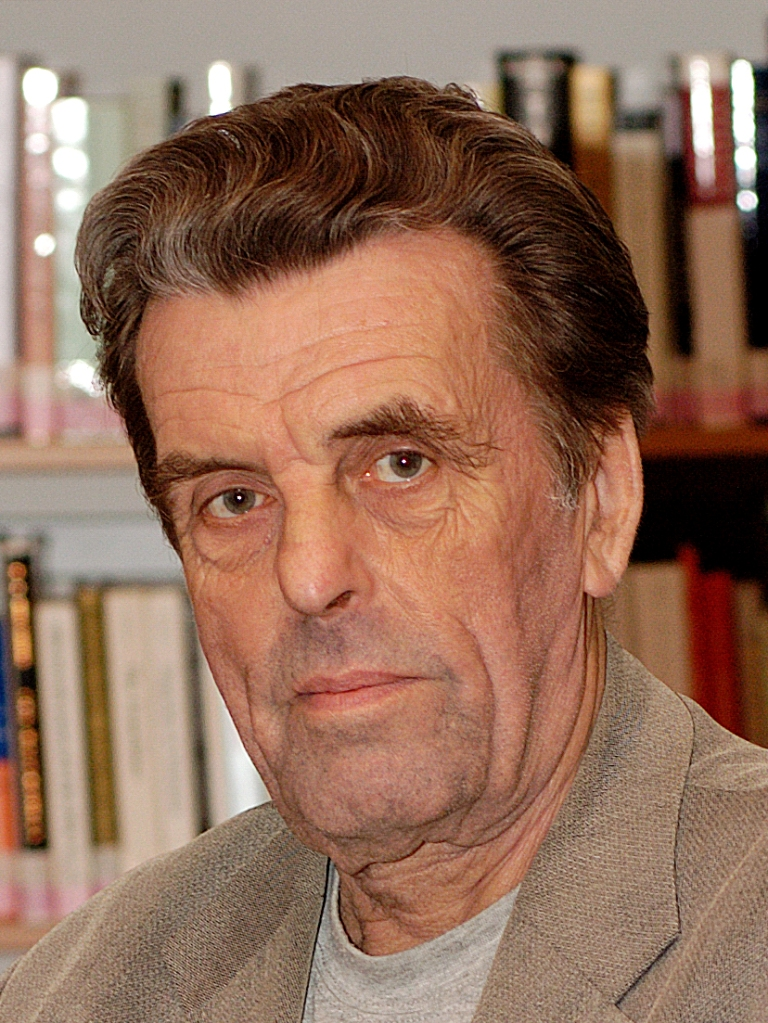
Jan Sokol (* 1936)

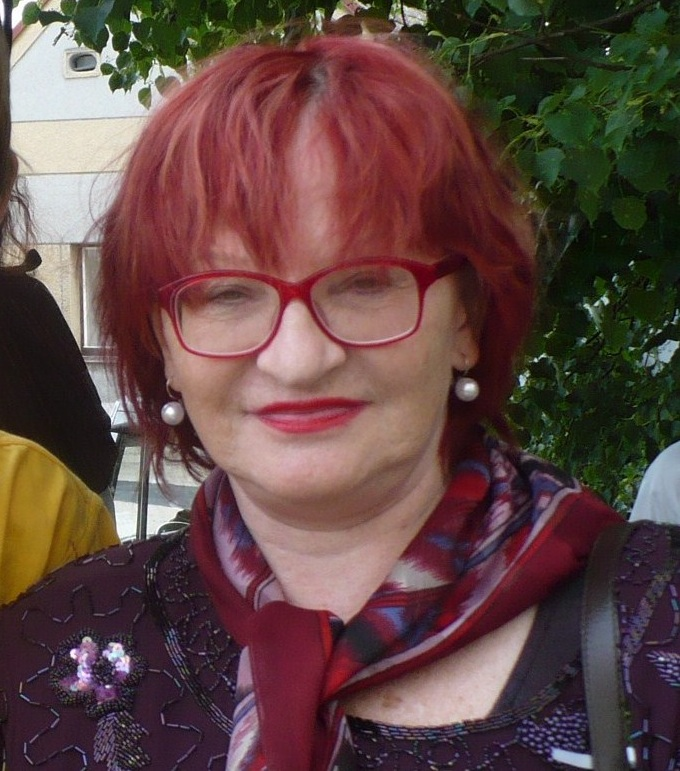
Jana Synková (* 1944)

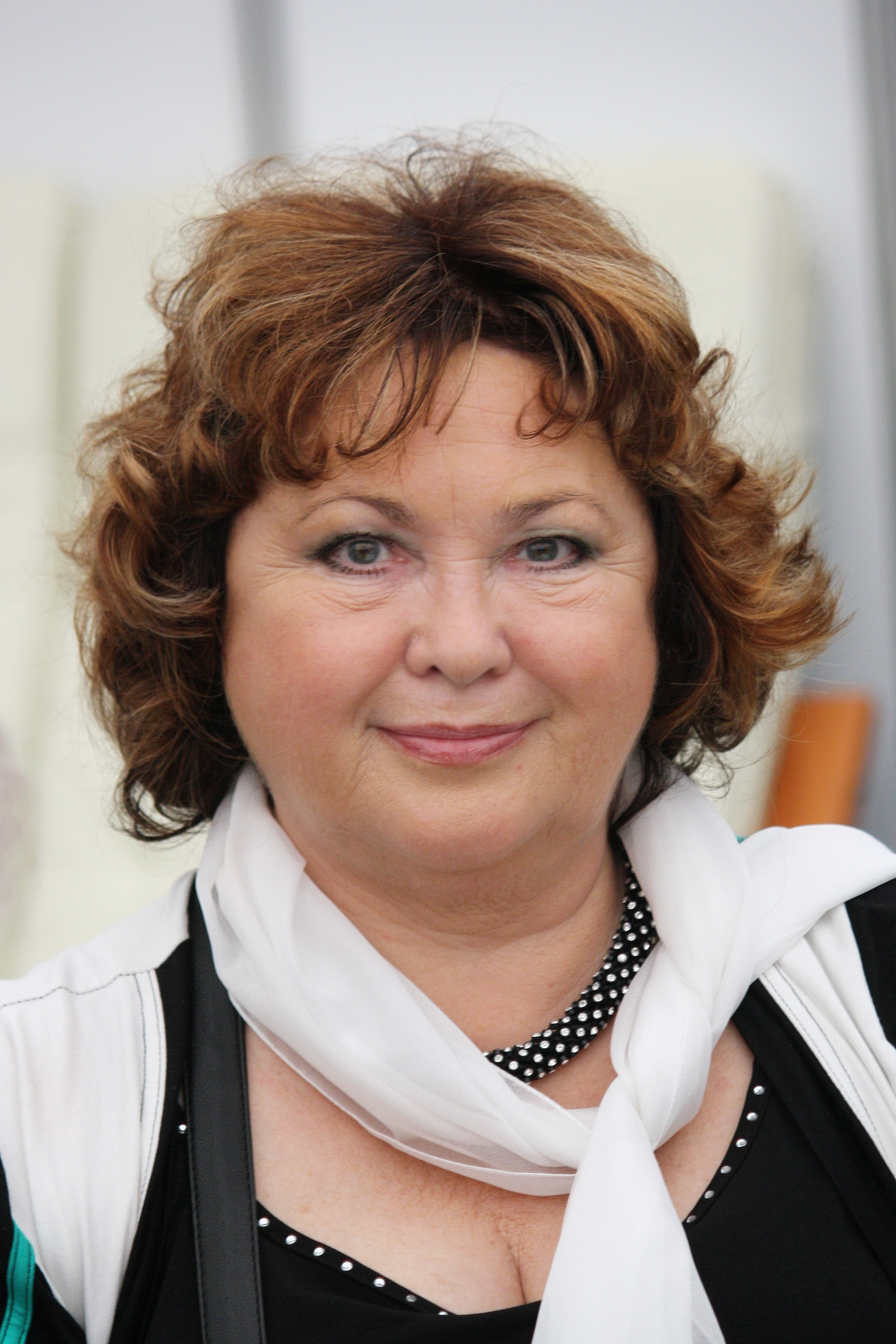
Naďa Konvalinková (* 1951)

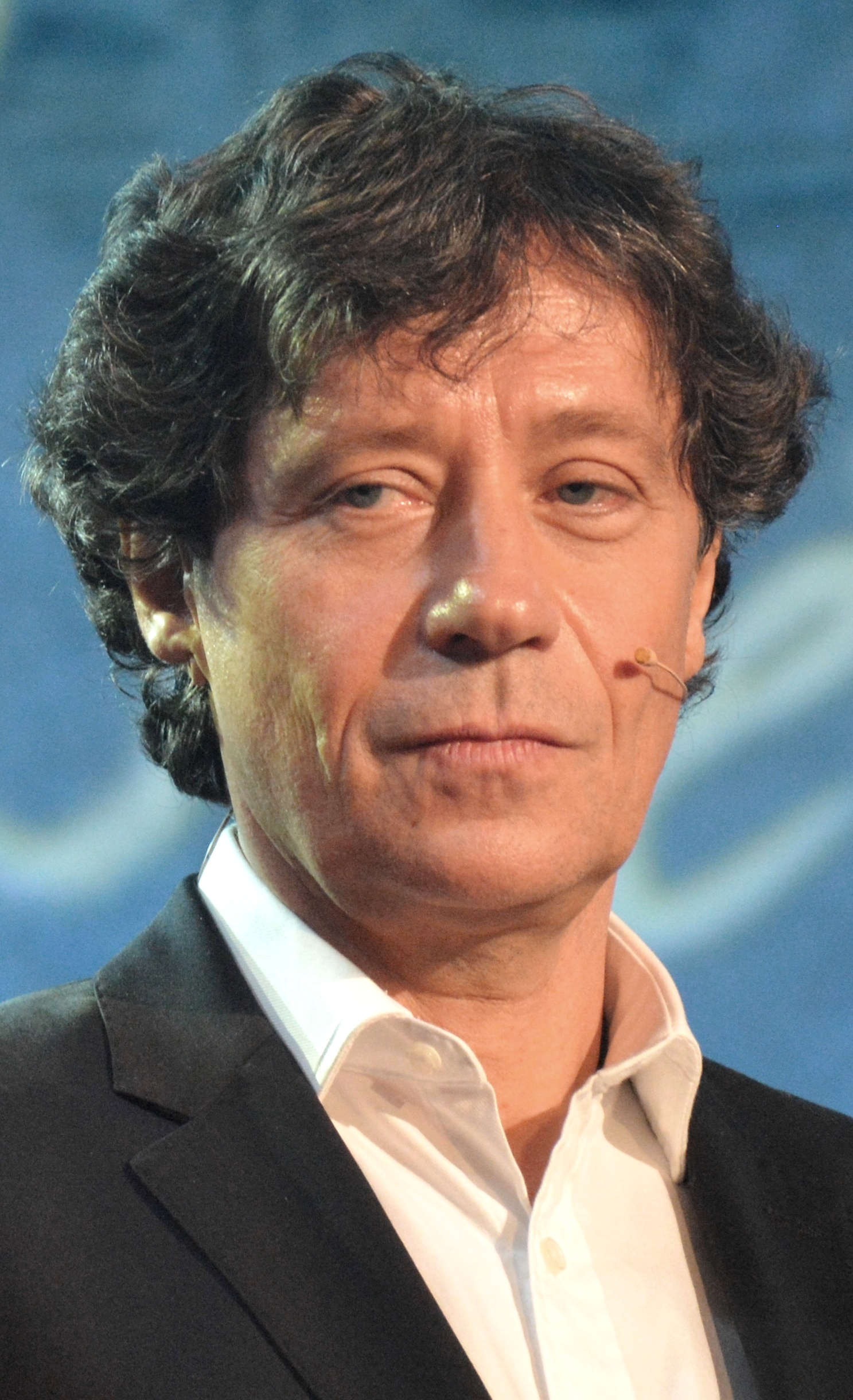
Pavel Kříž (* 1961)

- 1760 – Maria Waichard Trauttmansdorff, rakouský církevní hodnostář činný v Olomouci († 19. listopadu 1842)
- 1812 – Ferdinand Arlt, profesor oftalmologie v Praze a Vídni († 7. března 1887)
- 1826 – Vojtěch Weidenhoffer, podnikatel a politik († 1. července 1901)
- 1833 – Marie Riegrová-Palacká, filantropka († 29. března 1891)
- 1840 – Theodor Tomášek, dirigent a hudební skladatel († 16. února 1922)
- 1848 – Bohuslav Hřímalý, houslista a dirigent († 11. října 1894)
- 1853 – Rudolf Pokorný, básník a překladatel († 19. září 1887)
- 1856 – Jindřich Janotta, slezský politik a podnikatel († 12. května 1944)
- 1857 – Karel Chytil, historik umění († 2. června 1934)
- 1862 – Pavel Julius Vychodil, katolický kněz, spisovatel a překladatel († 7. dubna 1938)
- 1867 – Andrej Kocsis, československý politik maďarské národnosti († ?)
- 1868 – Josef Sigmond, profesor lesnické fakulty v Praze († 6. ledna 1956)
- 1869 – Mořic Pícha, duchovní († 13. listopadu 1956)
- 1870 – Ján Pocisk, československý novinář a politik († 18. října 1941)
- 1871 – Wenzel Lehnert, československý politik německé národnosti († ?)
- 1874 – Alois Spisar, profesor Husovy československé evangelické fakulty bohoslovecké († 4. září 1955)
- 1876
  - Josef Bedřich Cinibulk, učitel, vlastenec a propagátor turistiky († 14. července 1944)
  - Karel Mečíř, československý novinář, spisovatel, diplomat a politik († 12. května 1947)
- 1887
  - Alois Krčmář, malíř († 20. února 1961)
  - Marek Gažík, československý politik, ministr a poslanec († 21. září 1947)
- 1890 – Jindřich Nygrín, muzejník, regionální historik, archivář a konzervátor († 29. ledna 1962)
- 1899
  - Vladimír Kořínek, matematik († 2. června 1981)
  - Zdeněk Chalabala, dirigent († 4. března 1962)
  - Charlotte Schrötter-Radnitz, česká a italská malířka († 1986)
- 1913 – Miloš Sokola, houslista a hudební skladatel († 28. září 1976)
- 1918 – Michael Romberg, malíř, grafik, scénograf a pedagog ruského původu († 15. června 1982)
- 1921 – Lumír Jisl, archeolog a orientalista († 22. listopadu 1969)
- 1922 – Václav Hübner, amatérský astronom a skautský pracovník († 25. června 2000)
- 1923 – Stanislav Konopásek, hokejista († 6. března 2008)
- 1928 – Radoslav Večerka, slavista († 15. prosince 2017)
- 1929 – Marie Tomášová, herečka († 25. května 2025)
- 1930 – Stanislav Frank, ichtyolog, akvarista († 24. listopadu 2008)
- 1932 – Naděžda Kniplová, pěvkyně († 14. ledna 2020)
- 1933 – Pavel Říčan, psycholog († 25. prosince 2024)
- 1934 – Jan Klusák, hudební skladatel
- 1936
  - Miroslav Koníček, reprezentant Československa ve veslování, bronzový na OH
  - Jan Sokol, filosof, překladatel, vysokoškolský pedagog a politik († 16. února 2021)
- 1937
  - Jan Kaplický, architekt († 14. ledna 2009)
  - Jiří Tichota, hudebník
- 1941 – Karel Ledvinka, politik, místopředseda Poslanecké sněmovny
- 1943 – František Polák, televizní scenárista, dramaturg a režisér
- 1944 – Jana Synková, herečka († 27. prosince 2024)
- 1946 – Oldřich Machač, československý hokejový obránce a reprezentant († 10. srpna 2011)
- 1949
  - Jiří Novosad, akademický malíř († 29. září 2006)
  - Josef Kajnek, královéhradecký biskup
- 1951 – Naďa Konvalinková, herečka
- 1952
  - Robert Kopecký, politik, poslanec a starosta († 25. března 2010)
  - Josef Vondruška, básník a hudebník († 28. prosince 2014)
- 1959 – Pavel Červinka, geograf, ekolog, spisovatel
- 1961
  - Karel Holas, zpěvák, hudebník, skladatel, houslista, člen kapely Čechomor
  - Pavel Kříž, herec
- 1962 – Radomír Šimůnek, cyklokrosař († 10. srpna 2010)
- 1969 – Robert Změlík, atletický vícebojař
- 1975 – Lukáš Krátký, basketbalista
- 1979 – Tomáš Abrahám, fotbalista
- 1984 – Ondřej Němec, hokejista

### Svět

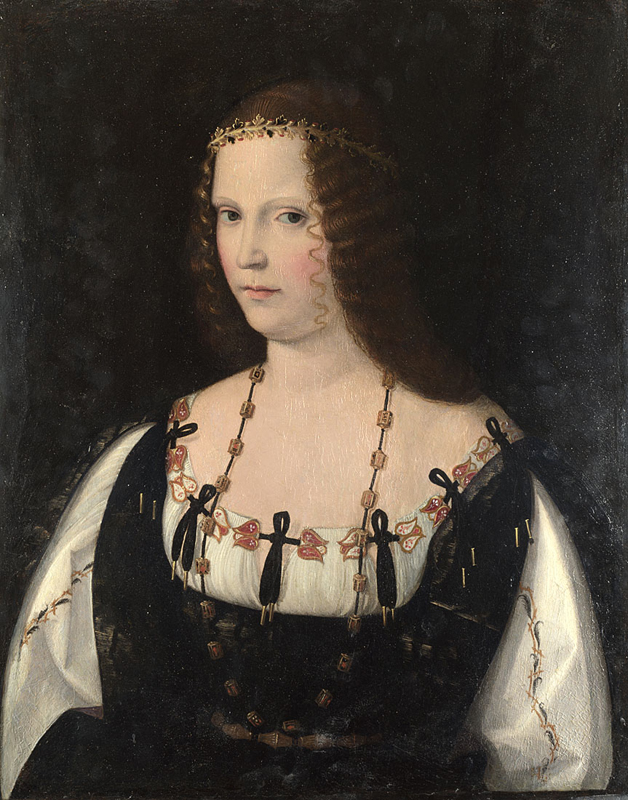
Lucrezia Borgia (* 1480)

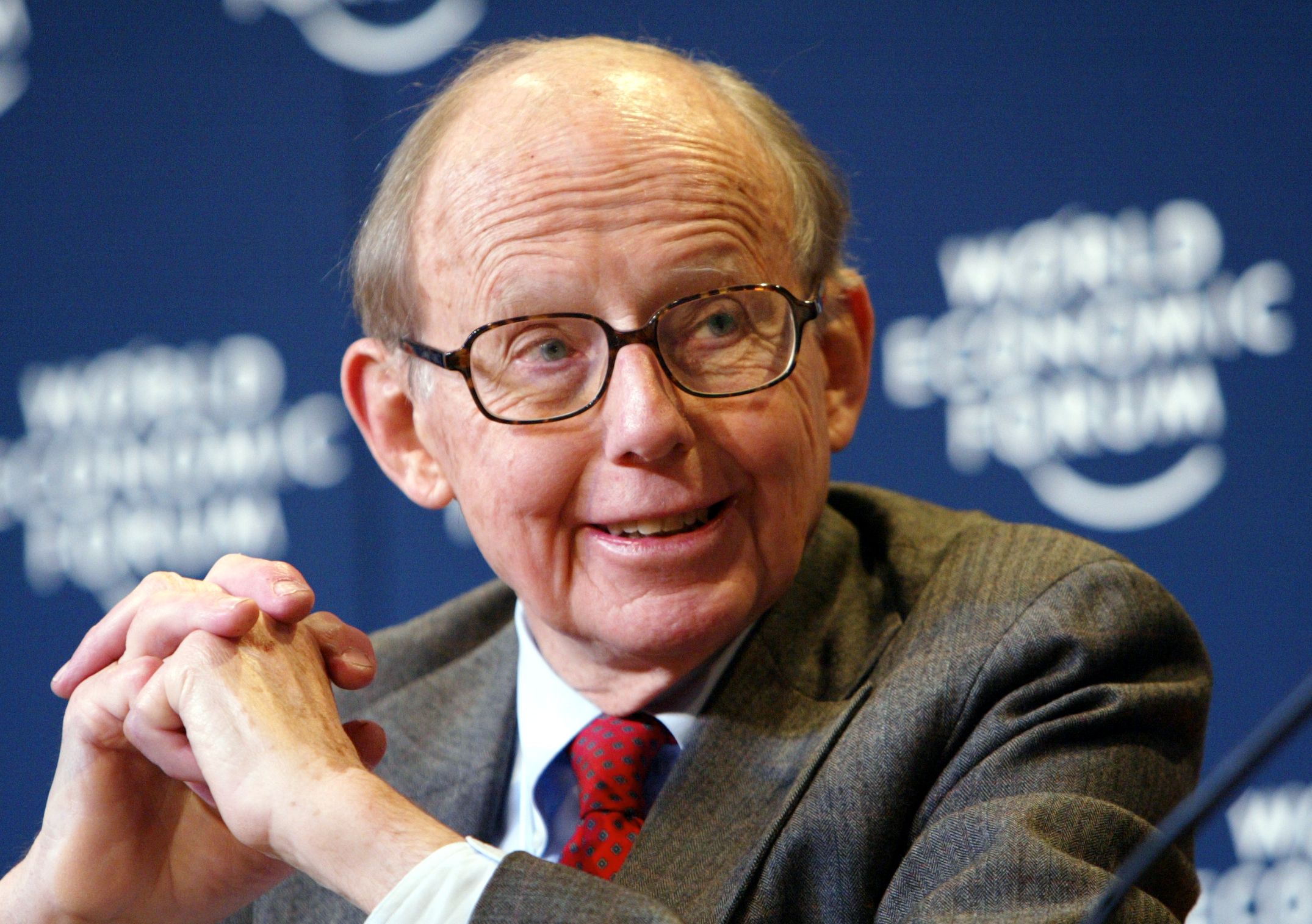
Samuel Huntington (* 1927)

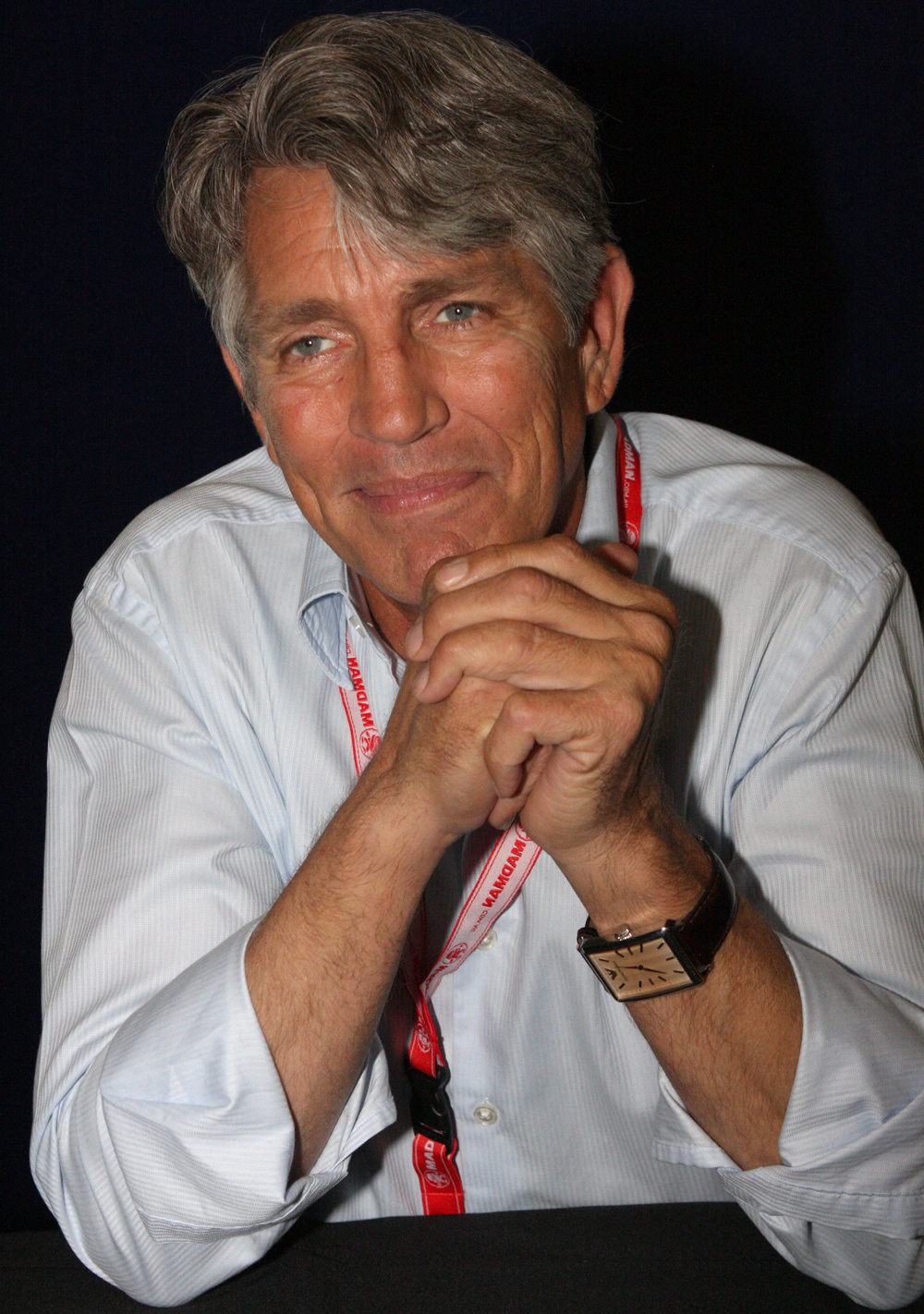
Eric Roberts (* 1956)

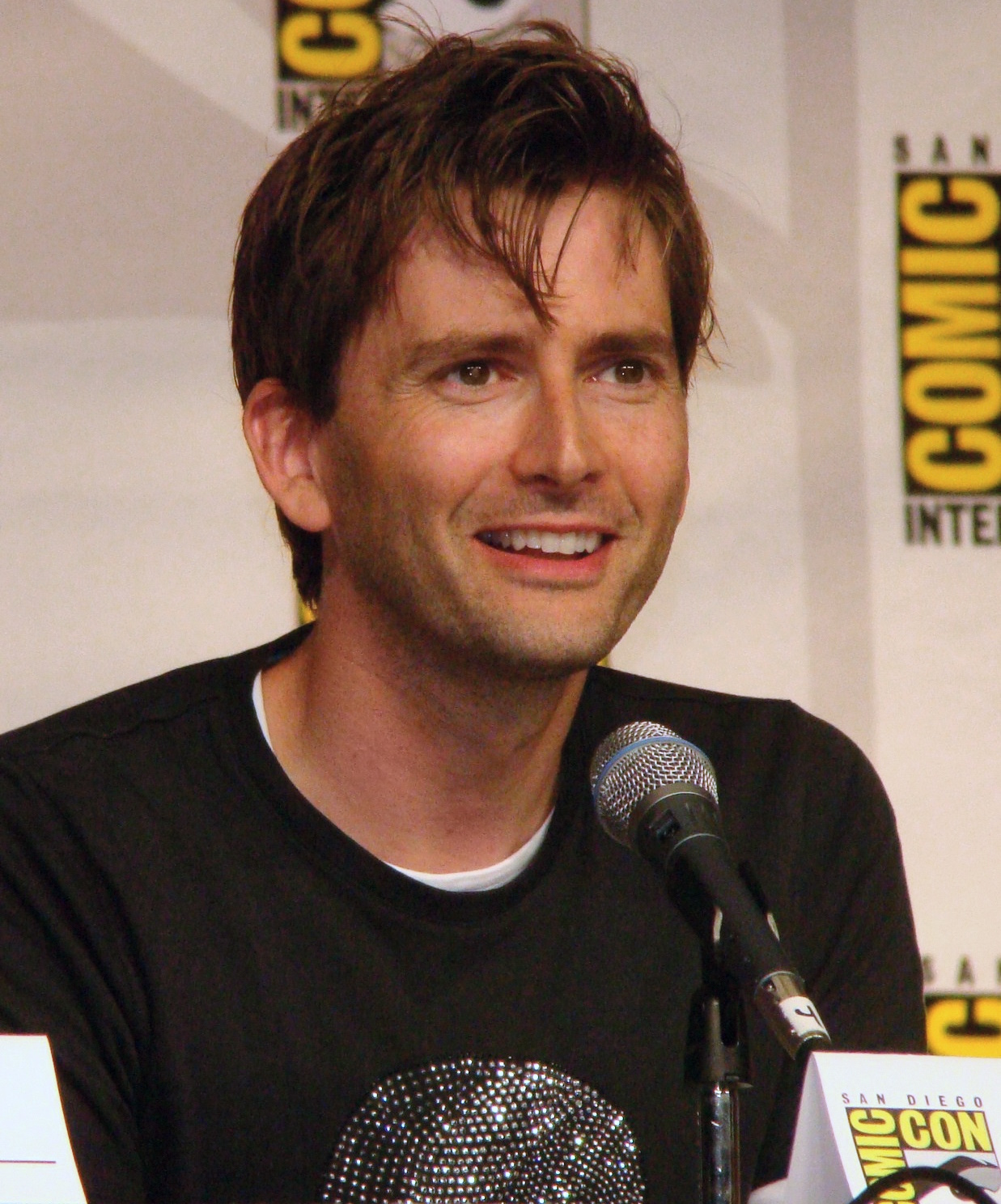
David Tennant (* 1971)

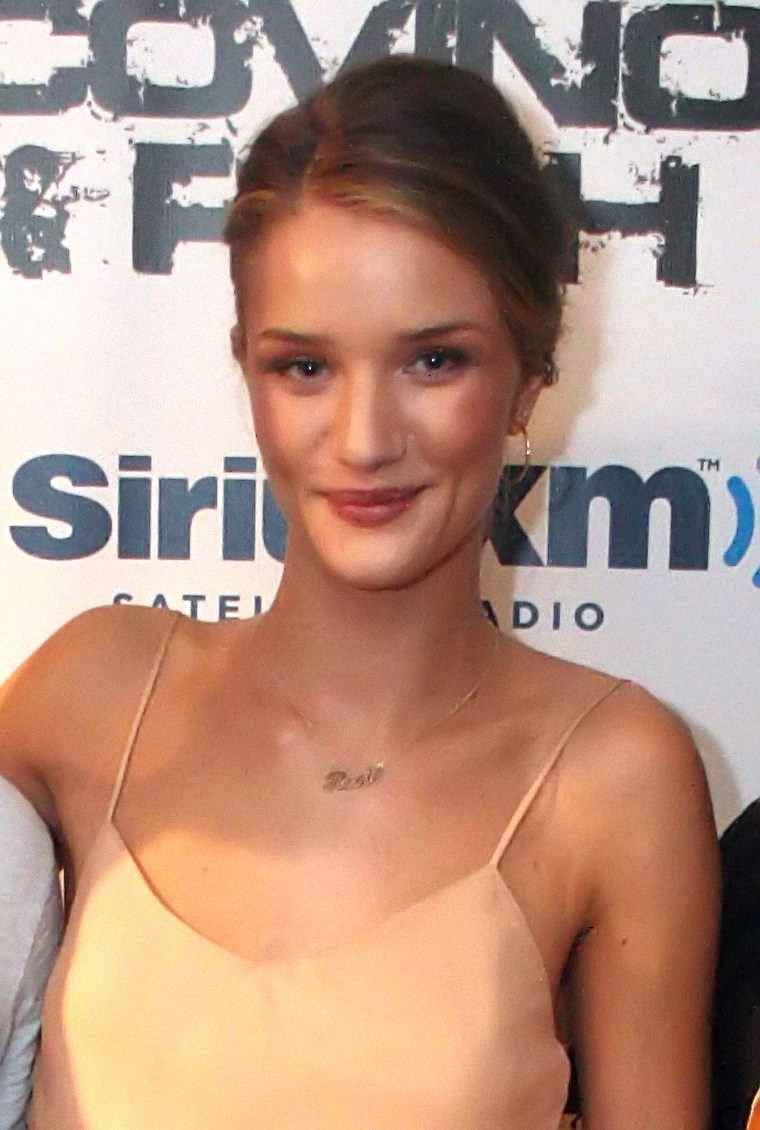
Rosie Huntington-Whiteleyová (* 1987)

- 1115 – Gertruda Saská, bavorská a saská vévodkyně a rakouská markraběnka, dcera císaře Lothara III. († 18. dubna 1143)
- 1480 – Lucrezia Borgia, dcera kardinála Rodriga de Borja, pozdějšího papeže Alexandra VI. († 24. června 1519)
- 1503 – Jindřich II. Navarrský, král Navarry († 25. května 1555)
- 1590 – Ahmed I., osmanský sultán († 22. listopadu 1617)
- 1622 – Luisa Hollandina Falcká, falcká princezna, abatyše kláštera Maubuisson a malířka († 11. února 1709)
- 1637 – Marie Markéta z Ditrichštejna, hraběnka z Ditrichštejna, princezna z Montecuccoli († 15. prosince 1676)
- 1666 – Jean-Féry Rebel, francouzský skladatel, dirigent, houslista a cembalista († 2. ledna 1747)
- 1694 – Juraj Ambrozi, slovenský spisovatel († 5. července 1746)
- 1772 – David Ricardo, britský ekonom († 11. září 1823)
- 1784 – Šime Starčević, chorvatský kněz, autor gramatiky († 14. května 1859)
- 1819 – Franz von Suppé, rakouský operetní skladatel († 21. května 1895)
- 1838 – Rudolf z Lichtenštejna, rakouský šlechtic a generál († 15. prosince 1908)
- 1852 – Ján Černoch, ostřihomský arcibiskup a kardinál († 25. července 1927)
- 1857 – Terézia Vansová, slovenská spisovatelka († 10. října 1942)
- 1863
  - Maurice Pellé, francouzský generál († 16. března 1924)
  - Leopold Berchtold, rakousko-uherský politik († 21. listopadu 1942)
- 1865 – Johanna Loisingerová, rakouská operní zpěvačka (soprán) a klavírní virtuoska († 20. července 1951)
- 1874 – Ivana Brlićová-Mažuranićová, chorvatská spisovatelka literatury pro děti († 21. září 1938)
- 1875 – Abd-ru-shin, německý spisovatel a filosof († 6. prosince 1941)
- 1881
  - Max Weber, americký malíř a sochař († 4. října 1961)
  - Frank Lentini, muž se třema nohama († 22. září 1966)
- 1882 – Julius Edgar Lilienfeld, rakouský fyzik, vynálezce MOSFETu a elektrolytického kondenzátoru († 28. srpna 1963)
- 1884
  - Michel Fingesten, německý malíř a grafik († 8. října 1943)
  - Ludwig Meidner, německý malíř a básník († 14. května 1966)
- 1892 – Bolesław Bierut, polský komunistický politik, předseda vlády († 12. března 1956)
- 1902
  - Giuseppe Pella, italský premiér († 31. května 1981)
  - Menachem Mendel Schneerson, chasidský rabín († 12. června 1994)
- 1907
- Lars Ahlfors, finský matematik, Fieldsova medaile 1936- komplexní analýza, Wolfova cena 1981 († 11. října 1996)
  - Miklós Rózsa, maďarský hudební skladatel († 27. července 1995)
- 1911 – Maurice Goldhaber, americký fyzik, objev záporné helicity neutrina, Wolfova cena za fyziku 1991 († 11. května 2011)
- 1915 – Edmond Leburton, belgický premiér († 18. června 1997)
- 1917 – Frederika Hannoverská, řecká královna († 6. ledna 1981)
- 1923 – Ivan Ljavinec, řeckokatolický exarcha († 9. prosince 2012)
- 1927
  - Samuel Huntington, americký politický teoretik († 24. prosince 2008)
  - Tadeusz Mazowiecki, polský premiér († 28. října 2013)
- 1928
  - Karl Josef Becker, německý římskokatolický kněz, kardinál († 10. února 2015)
  - Ken Colyer, britský trumpetista († 8. března 1988)
  - Howard Saul Becker, americký sociolog († 16. srpna 2023)
  - Mikio Sató, japonský matematik, algebra, Fourierova analýza, Wolfova cena 2002/3
- 1929
  - Mario Francesco Pompedda, italský kardinál († 18. října 2006)
  - Martin Elkort, americký fotograf († 19. listopadu 2016)
- 1938
  - Hal Galper, americký jazzový klavírista
  - Günter Schubert, německý herec († 2. ledna 2008)
  - Stanley Fish, americký literární a právní teoretik
- 1939
  - Sajjid Alí Chameneí, íránský politik
  - Glen Hardin, americký klavírista
  - Jozef Kučerák, místopředseda vlády Slovenské republiky
- 1940 – Janusz Kochanowski, polský právník a ombudsman († 10. dubna 2010)
- 1941 – Michael D. Higgins, irský básník a politik, prezident Irska
- 1942
  - Robert Christgau, americký hudební kritik a spisovatel
  - Jochen Rindt, rakouský pilot F1 († 5. září 1970)
- 1944 – Robert Hanssen, americký agent FBI a špión pro Sovětský svaz († 5. června 2023)
- 1946
  - Jean-François Balmer, švýcarský divadelní a filmový herec
  - Skip Spence, americký zpěvák, kytarista a bubeník († 16. dubna 1999)
  - Gary Driscoll, americký Rhythm and bluesový a rockový bubeník († 8. června 1987)
  - Hayley Mills, anglická herečka
- 1947
  - Kathy Acker, americká spisovatelka († 30. listopadu 1997)
  - James Woods, americký herec
- 1949
  - Charles Fefferman, americký matematik, Fieldsova medaile 1978
  - Lois Greenfield, americká fotografka
- 1950
  - Kenny Ortega, americký producent, režisér a choreograf
  - Grigorij Sokolov, ruský klavírní virtuos
- 1956 – Eric Roberts, americký herec
- 1963
  - Mike Mangini, americký bubeník
  - Howie B, skotský hudebník a hudební producent
- 1967 – Maria Bellová, americká herečka
- 1968 – David Hewlett, kanadský herec
- 1969 – Vladimir Cyplakov, běloruský hokejista a trenér († 14. prosince 2019)
- 1971 – David Tennant, skotský herec
- 1973 – Haile Gebrselassie, etiopský atlet
- 1974 – Mark Tremonti, americký grungeový kytarista
- 1976 – Melissa Joan Hartová, americká herečka
- 1979 – Anthony Davidson, britský pilot F1
- 1982 – Darren Sutherland, irský profesionální boxer († 14. září 2009)
- 1984 – America Ferrera, americká herečka
- 1989 – Alia Shawkat, americká herečka
- 1990 – Wojciech Szczęsny, polský fotbalový brankář
- 1993 – Mika Zibanejad, hokejový útočník
- 1995 – Divock Origi, fotbalový útočník

## Úmrtí
Automatický abecedně řazený seznam viz Kategorie:Úmrtí 18. dubna

### Česko

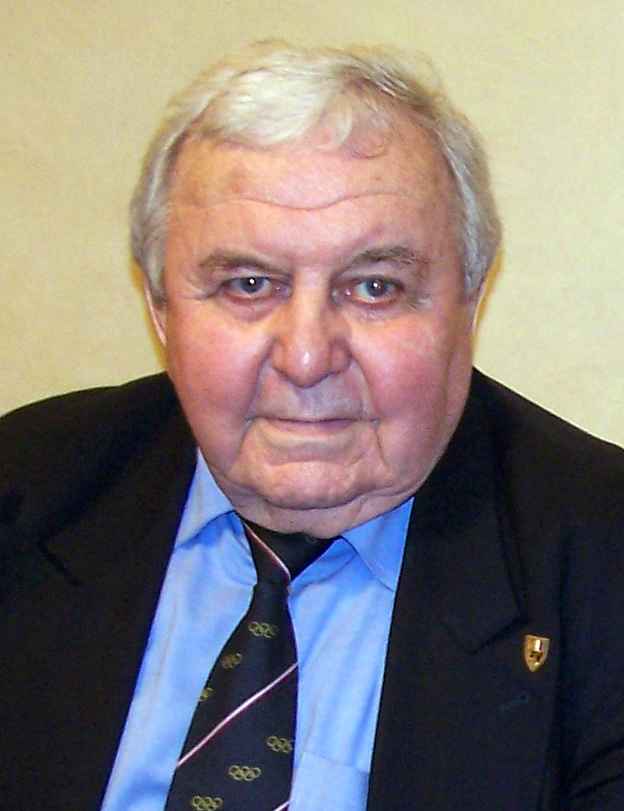
Gustav Bubník († 2017)

- 1665 – Jindřich Michal Hýzrle z Chodů, šlechtic (* 10. ledna 1575)
- 1798 – Jan Václav Kosch, thunovský zednický mistr a stavitel (* 1718)
- 1872 – Johann Kiemann starší, právník a politik (* 21. října 1797)
- 1888 – Hugo Karel Eduard Salm-Reifferscheidt-Raitz, moravský politik, velkostatkář a průmyslník (* 15. září 1803)
- 1897 – Josef Rupert Maria Přecechtěl, moravský kněz, kreslíř a spisovatel (* 10. ledna 1821)
- 1900 – František Černý (1830–1900), hudební skladatel (* 29. března 1830)
- 1904 – František Bíza, ilustrátor (* 22. listopadu 1849)
- 1934
  - Albín Stocký, archeolog (* 24. února 1876)
  - Josef Šimonek, československý politik (* 26. března 1862)
  - Václav Čutta, malíř a grafik (* 28. prosince 1878)
- 1942 – Jan Vážný, profesor římského práva (* 1. ledna 1891)
- 1958 – Jan Kolář, profesor mostního stavitelství, rektor ČVUT (* 1. dubna 1868)
- 1959 – František Linhart, teolog, filozof a překladatel (* 7. října 1882)
- 1968 – Emanuel Michal, geolog a seismolog (* 14. července 1894)
- 1982 – Nina Popelíková, herečka (* 14. října 1920)
- 1988 – Antonín Puč, fotbalista (* 16. května 1907)
- 1989 – Vlasta Matulová, herečka (* 31. října 1918)
- 2004 – Jiří Veselský, básník (* 26. července 1933)
- 2007
  - Michal Benedikovič, československý fotbalový reprezentant (* 31. května 1923)
  - Andrej Kvašňák, fotbalista slovenského původu, stříbrný na MS v Chile (* 19. května 1936)
- 2017 – Augustin Bubník, hokejista, trenér a politik (* 21. listopadu 1928)
- 2023
  - Zdeněk Sejček, historik umění, malíř, grafik a pedagog (* 2. prosince 1926)
  - Zdeněk Ziegler, typograf, grafický designér a pedagog (* 27. října 1932)

### Svět

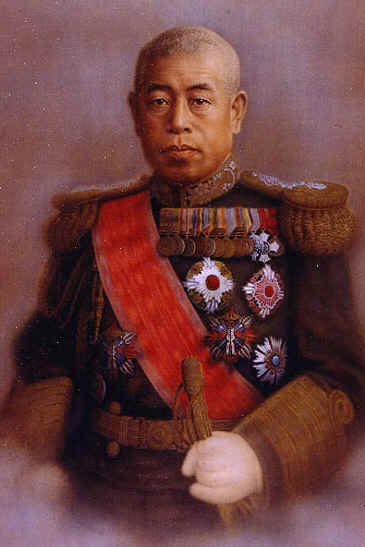
Isoroku Jamamoto († 1943)

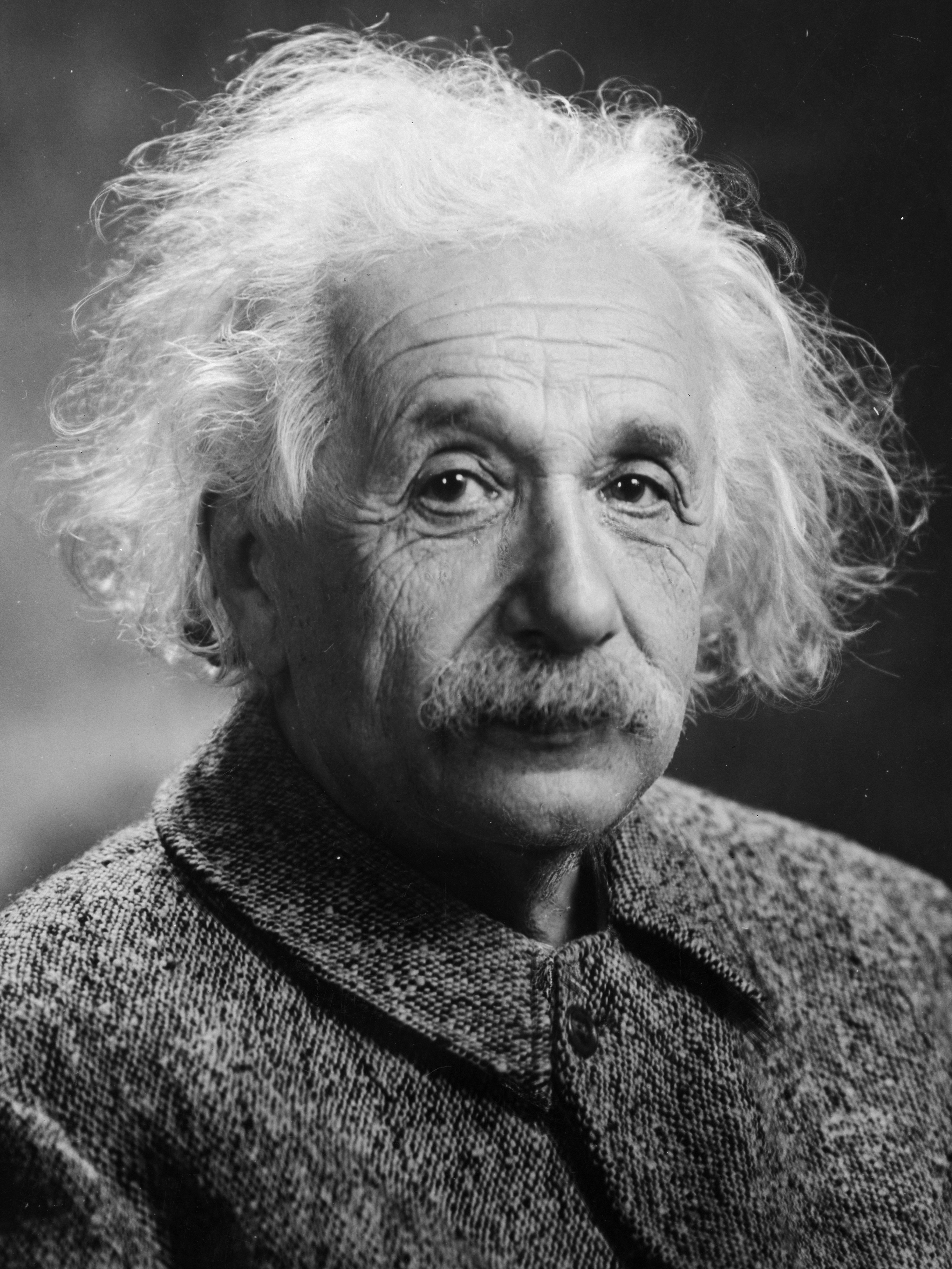
Albert Einstein († 1955)

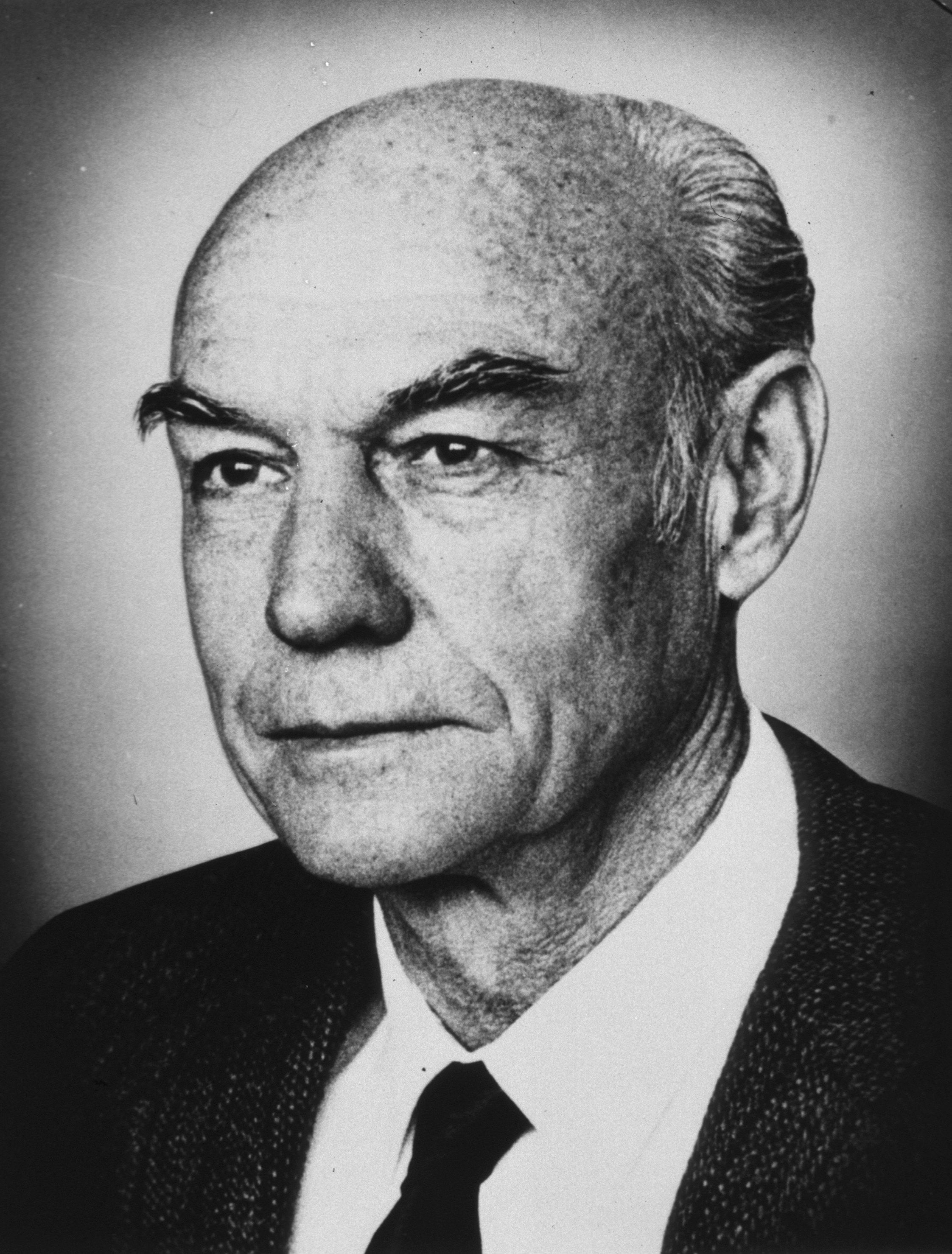
Roger Wolcott Sperry († 1994)

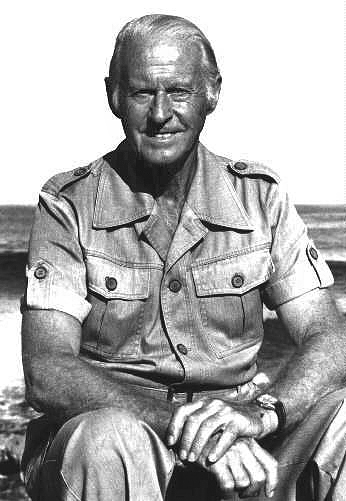
Thor Heyerdahl († 2002)

- 1143 – Gertruda Saská, bavorská a saská vévodkyně a rakouská markraběnka, dcera císaře Lothara III. (* 18. dubna 1115)
- 1162 – Odo z Deuil, francouzský kronikář a účastník druhé křížové výpravy (* 1110)
- 1504 – Filippino Lippi, italský renesanční malíř (* 1457)
- 1674 – John Graunt zakladatel demografie (* 24. dubna 1620)
- 1679 – Christian Hoffmann von Hoffmannswaldau, německý básník, epigramatik a politik (* 25. prosince 1616)
- 1690 – Karel V. Lotrinský, lotrinský vévoda (* 3. dubna 1643)
- 1712 – Luisa Marie Teresa Stuartovna, dcera anglického krále Jakuba II. (* 28. června 1692)
- 1727 – Matthias Steinl, rakouský architekt, řezbář a sochař (* 1644)
- 1763 – Franz Anton Bustelli, německý keramik (* 12. dubna 1723)
- 1796 – Jacob Shallus, americký písař, který sepsal originál Ústavy USA (* 1750)
- 1802 – Erasmus Darwin, anglický lékař, filosof, vynálezce a básník (* 12. prosince 1731)
- 1825 – Vladimir Borovikovskij, rusko-ukrajinský malíř (* 4. srpna 1757)
- 1845 – Nicolas-Théodore de Saussure, švýcarský fytochemik (* 14. dubna 1767)
- 1850 – Marie Tussaud, francouzská tvůrkyně voskových soch (* 12. prosince 1761)
- 1853 – William R. King, americký politik (* 7. dubna 1786)
- 1855
  - Anders Johan Sjögren, finský spisovatel, etnolog a lingvista (* 8. května 1794)
  - Jean-Baptiste Isabey, francouzský malíř (* 11. dubna 1767)
- 1873 – Justus von Liebig, německý chemik (* 12. května 1803)
- 1877 – Franz Hanfstaengl, německý malíř a fotograf (* 1. března 1804)
- 1885
  - Marc Monnier, švýcarský spisovatel (* 7. prosince 1827)
  - Rudolf Eitelberger, rakouský historik výtvarného umění (* 17. dubna 1817)
- 1888 – James Robertson, britský fotograf, rytec klenotů a mincí (* 1813)
- 1898 – Gustave Moreau, francouzský malíř (* 6. dubna 1826)
- 1900 – Rudolf Charousek, maďarský šachista (* 19. září 1873)
- 1904 – Sumner Paine, olympijský vítěz ve sportovní střelbě (* 13. května 1868)
- 1905 – Juan Valera, španělský spisovatel (* 18. října 1824)
- 1913 – Lester Frank Ward, americký sociolog a biolog (* 18. června 1841)
- 1926 – Jan Szczepanik, polský chemik (* 13. dubna 1872)
- 1932
  - Ngo Van Chieu, vietnamský zakladatel náboženského směru kaodaismu (* 28. února 1878)
  - William J. Harris, americký politik (* 3. února 1868)
- 1936 – Ottorino Respighi, italský skladatel (* 9. července 1879)
- 1939 – Hugo Charlemont, rakouský malíř (* 18. března 1850)
- 1943
  - Timothee Adamowski, polský violoncellista, dirigent a hudební skladatel (* 24. března 1857)
  - Isoroku Jamamoto, japonský admirál (* 4. dubna 1884)
- 1945
  - Wilhelm Wied, albánský kníže (* 26. března 1876)
  - John Ambrose Fleming, britský fyzik, vynálezce diody, rádiové vysílání, 1933 medaile cti IEEE (* 29. listopadu 1849)
- 1947
  - Kurt Oberhauser, vrchní tajemník pražského gestapa (* 27. března 1903)
  - Jozef Tiso, slovenský kněz a politik (* 13. října 1887)
- 1949 – Leonard Bloomfield, americký jazykovědec (* 1. dubna 1887)
- 1955 – Albert Einstein, americký fyzik německého původu, nositel Nobelovy ceny za fyziku (* 14. března 1879)
- 1958 – Maurice Gamelin, francouzský generál (* 20. září 1872)
- 1966 – Allie Morrison, americký zápasník, zlato na OH 1928 (* 29. června 1904)
- 1967 – Friedrich Heiler, německý religionista (* 30. ledna 1892)
- 1974 – Marcel Pagnol, francouzský spisovatel (* 28. února 1895)
- 1977 – Dmytro Čyževskyj, ukrajinský filosof a literární vědec (* 5. dubna 1894)
- 1984 – Ze'ev Šerf, ministr financí Izraele (* 21. dubna 1904)
- 1994
  - Roger W. Sperry, americký zoolog, zoolog, neurobiolog a neurofyziolog, Nobelova cena 1981 (* 20. srpna 1913)
  - Belo Kapolka, slovenský spisovatel, chatař, nosič a horolezec (* 22. dubna 1935)
- 1995 – Osvald Käpp, estonský zápasník, olympijský vítěz (* 17. února 1905)
- 2000 – Jicchak Berenblum, izraelský biochemik (* 26. srpna 1903)
- 2002 – Thor Heyerdahl, norský mořeplavec (* 6. října 1914)
- 2003 – Edgar Frank Codd, americký matematik, relační databáze - Turingova cena (* 23. srpna 1923)
- 2008 – Alfonso López Trujillo, kolumbijský kardinál (* 8. listopadu 1935)
- 2011 – Giovanni Saldarini, italský kněz, arcibiskup Turína, kardinál (* 11. prosince 1924)
- 2012 – Dick Clark, americký rozhlasový a televizní moderátor (* 30. listopadu 1929)
- 2013 – Storm Thorgerson, anglický grafik (* 28. února 1944)
- 2022 – Hermann Nitsch, rakouský výtvarník (* 19. srpna 1938)

## Svátky

### Česko
- Valérie, Valerián
- Verner

### Svět
- Mezinárodní den památek a historických sídel
- Slovensko: Valér
- Zimbabwe: Státní svátek
- Írán: Den armády
- Polsko: Den pacientů v koma
- Brazílie: Den přátel

### Liturgický kalendář
- Sv. Krescenc
- Lev IX.

| 18. duben v pražském KlementinuÚdaje jsou platné k 29. 4. 2025. | 18. duben v pražském KlementinuÚdaje jsou platné k 29. 4. 2025. | 18. duben v pražském KlementinuÚdaje jsou platné k 29. 4. 2025. |
| minimum                                                         | denní průměr                                                    | maximum                                                         |
| --------------------------------------------------------------- | --------------------------------------------------------------- | --------------------------------------------------------------- |
| −4,2 °C (1852)                                                  | 10,0 °C (od 1961)                                               | 25,9 °C (2013)                                                  |